# Egon Neubauer
Egon Neubauer (* 28. Februar 1920 in Magdeburg; † 1991 in San Antonio Abad) war ein deutscher Maler, Grafiker, Textilkünstler und Bildhauer.

## Leben
Der zu Beginn der Weimarer Republik 1920 in Magdeburg geborene Egon Neubauer war ein Schüler des in Berlin seit 1938 an der dortigen Hochschule für Bildende Künste unterrichtenden Mitglieds der Hannoverschen Sezession Bernhard Dörries.
Neubauer heiratete die Malerin Sigrid Kopfermann, mit der er 1945 am Ende des Zweiten Weltkrieges, als die Rote Armee bereits Berlin besetzt hatte, gemeinsam mit Bernhard Dörries über Langenholtensen
schließlich bis in die durch die Luftangriffe auf Hannover zu 48 % zerstörten nachmaligen Landeshauptstadt Niedersachsen floh, in der Neubauer bereits im Jahr 1949 als einer der ersten mit dem Kunstpreis der Stadt Hannover ausgezeichnet wurde. Sein um 1950 entstandenes Ölgemälde Sombra (Umbra) versah er rückwärtig unter anderem mit der Adress-Angabe Podbielski-Str. 114 B.
Mit seiner Ehefrau bekam Neubauer einen Sohn; das Paar trennte sich jedoch später.
1954 siedelte Egon Neubauer zeitweilig nach Spanien auf die Insel Ibiza über wo er Mitglied der 1959 gegründeten Künstlergruppe Grupo Ibiza 59 wurde, gemeinsam mit Erwin Broner, Heinz Trökes, Erwin Bechtold, Hans Laabs, Katja Meirowsky, Bob Munford, Antonio Ruiz Ruiz und Bertil Sjöberg. Die Gruppe lud auch weitere Künstler ein und stellte unter anderem in Paris, Berlin und New York aus.
Trotz seiner Tätigkeit in Spanien beschickte Neubauer seit 1955 die Ausstellung Farbige Graphik der Kestner-Gesellschaft und trat im Folgejahr 1956 dem Deutschen Künstlerbund bei.
Nach der Auflösung der spanischen Künstlervereinigung im Jahr 1964 ging Neubauer zurück nach Hannover, wo er um 1965 die Rückwand der von dem Architekten Stefan Schwerdtfeger errichteten Volksschule Marienwerder gestaltete (siehe im Abschnitt Werke).
Ab 1969 unterrichtete Egon Neubauer an der Fachhochschule Hannover.
1981 stellte der Kunstverein Hannover in einem Bernhard Dörries gewidmeten Exkurs Arbeiten einiger seiner Schüler vor, darunter auch Werke von Egon Neubauer.
Neubauer starb 1991.

## Ausstellungen (Auswahl)
- 1960: Sonderausstellungen[3]
  - in der Galerie Dieter Brusberg[3]
  - Künstlerklub die insel in Hamburg
- 1984–1985: 71. Herbstausstellung Niedersächsischer Künstler, Kunstverein Hannover[8]

## Werke (Auswahl)
- 1950: Wandmalerei in der Eingangshalle des damaligen Goseriedebades[10]
- um 1965: Gestaltung der Rückwand der Volksschule Marienwerder, Hannover-Marienwerder, „konstruktiv abstrakt“ ein Dorf darstellend[9]

## Schriften
- Egon Neubauer: Hannoverscher Klassizismus. Laves-Studien, Begleitschrift mit 46 ungezählten, zum Teil farbigen Blättern, zu der vom Kulturamt der Landeshauptstadt Hannover in der Orangerie Herrenhausen veranstalteten Ausstellung vom 21. September bis 26. Oktober 1980. Kulturamt, Hannover, 1980